# Need for Speed: ProStreet
Need for Speed: ProStreet este un joc video de curse dezvoltat de Electronic Arts Black Box și publicat de Electronic Arts. Lansat în noiembrie 2007, jocul este parte din renumita franciză Need for Speed și reprezintă o schimbare semnificativă față de titlurile anterioare, orientându-se mai mult către cursele legale desfășurate pe circuite închise, în detrimentul curselor ilegale de stradă care au caracterizat jocurile precedente.

## Povestea și Premisa
Jucătorii intră în pielea lui Ryan Cooper, un fost amator de curse de stradă care decide să participe la curse legale și să devină cel mai bun pilot din lume. Povestea se desfășoară în cadrul mai multor evenimente de curse organizate, în care Cooper trebuie să învingă piloți de elită și să-și demonstreze abilitățile pentru a ajunge în vârful clasamentului.

## Moduri de Joc
Need for Speed: ProStreet oferă mai multe moduri de joc, fiecare cu propriile sale provocări și tipuri de curse:
- Grip Racing: Un mod de cursă tradițională pe circuit, unde scopul este să termini pe primul loc.
- Drag Racing: Curse de accelerare pe distanțe scurte, unde jucătorii trebuie să schimbe treptele de viteză la momentul optim pentru a câștiga.
- Drift Racing: Jucătorii trebuie să acumuleze puncte executând derapaje controlate pe secțiuni specifice ale traseului.
- Speed Challenge: O serie de curse de viteză maximă pe trasee lungi și rapide, unde controlul vehiculului la viteze mari este esențial.

## Gameplay
Need for Speed: ProStreet se distinge printr-o serie de mecanici și caracteristici unice:
- Damage System: Spre deosebire de titlurile anterioare din seria Need for Speed, ProStreet introduce un sistem de deteriorare a mașinilor. Daunele sunt vizibile și afectează performanța vehiculului.
- Blueprints: Jucătorii pot crea și personaliza planuri de configurare a mașinilor, ajustând setările de performanță și aspectul vehiculului pentru a se potrivi diferitelor tipuri de curse.
- Autolog: Un sistem online care permite jucătorilor să își compare rezultatele și să concureze împotriva prietenilor și altor jucători din întreaga lume.

## Mașini și Personalizare
Need for Speed: ProStreet oferă o gamă variată de mașini din diferite clase și mărci, de la mașini sport japoneze până la supercaruri europene. Personalizarea este un aspect central al jocului, permițând jucătorilor să modifice nu doar performanța vehiculelor, dar și aspectul acestora, cu opțiuni pentru vopsea, viniluri, jante și alte accesorii.

## Evenimente și Locații
Jocul include numeroase locații de curse din întreaga lume, fiecare cu propriile trasee și provocări unice:
- Nevada Desert: Trasee rapide și deschise ideale pentru Speed Challenge.
- Tokyo Dockyard: Locuri strâmte și tehnice perfecte pentru Drift Racing.
- Autopolis: Un circuit de curse profesionist în Japonia, utilizat pentru Grip Racing.
- Texas World Speedway: Un circuit oval folosit pentru diverse tipuri de curse.

## Receptarea Critică
Need for Speed: ProStreet a primit recenzii mixte din partea criticilor și jucătorilor. Pe de o parte, a fost lăudat pentru grafica sa impresionantă, realismul curselor și varietatea de moduri de joc. Pe de altă parte, unii fani au fost dezamăgiți de schimbarea direcției față de cursele ilegale de stradă și au considerat că jocul nu oferă aceeași senzație de adrenalină ca predecesorii săi.

## Impact și Moștenire
Deși Need for Speed: ProStreet nu a avut același succes răsunător ca alte titluri din serie, a jucat un rol important în evoluția francizei, experimentând cu noi mecanici și abordări ale jocului de curse. Introducerea sistemului de deteriorare și a personalizării detaliate a vehiculelor a influențat titlurile ulterioare și a contribuit la diversificarea experienței de joc în seria Need for Speed.
Need for Speed: ProStreet este un joc de curse ambițios care a încercat să aducă ceva nou în franciza Need for Speed prin orientarea către cursele legale și un gameplay mai realist. Cu toate că nu a fost universal aclamat, jocul rămâne un capitol interesant și important în istoria seriei, oferind o experiență unică și inovatoare pentru fanii jocurilor de curse.